# Bathing Beauties

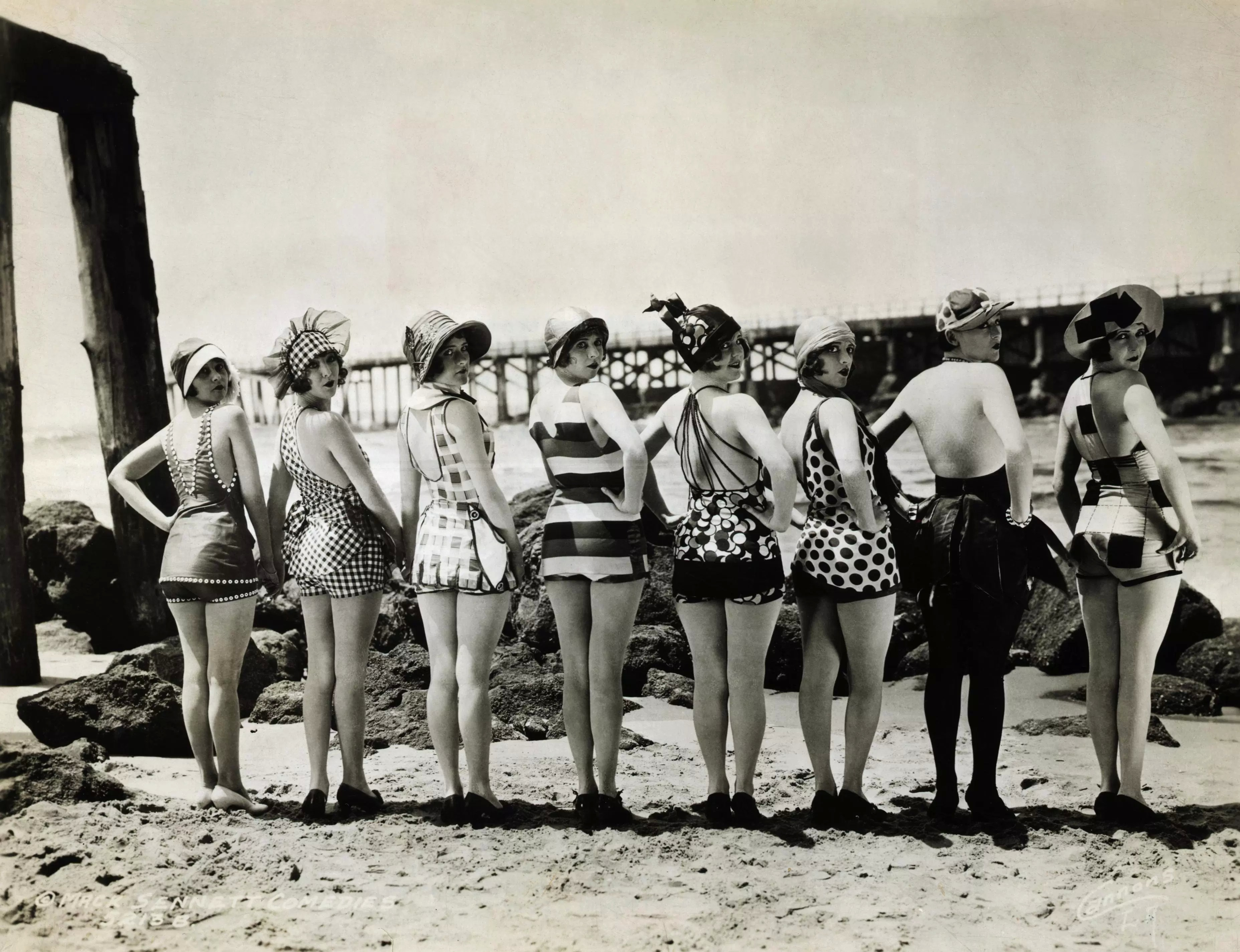
Bathing Beauties Macka Sennetta

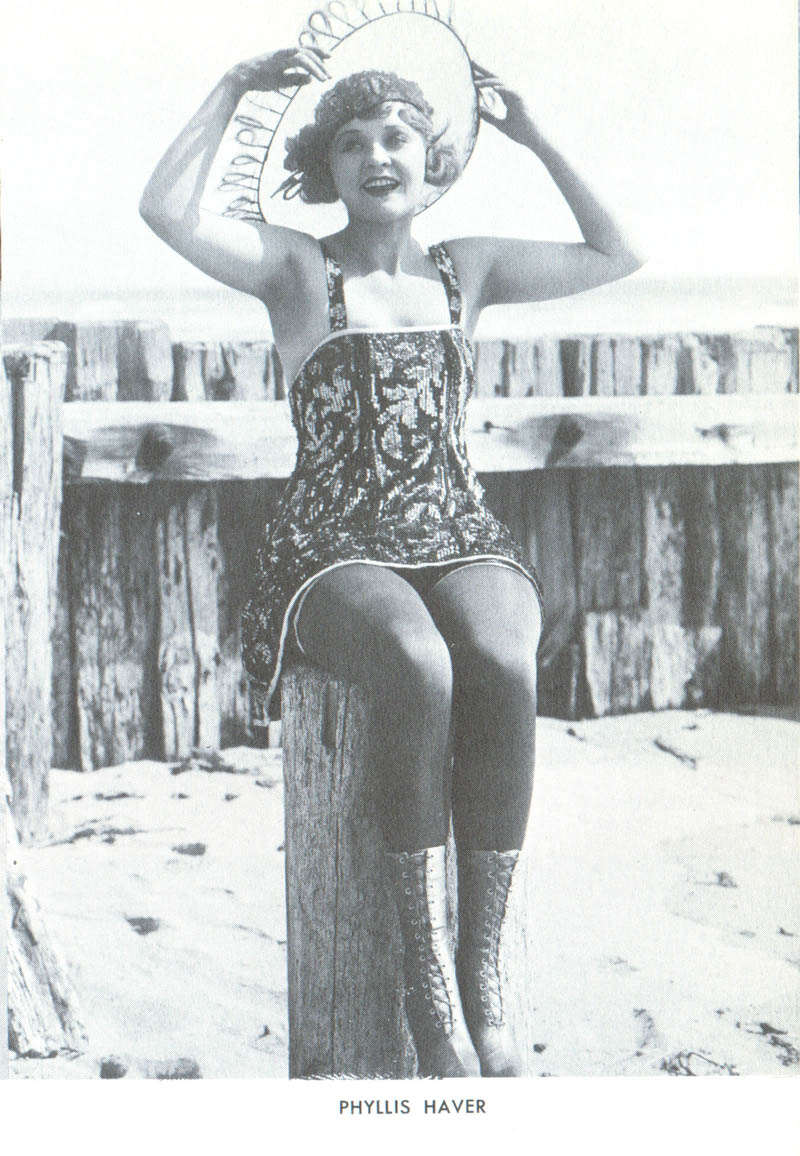
Phyllis Haver jako Bathing Beauty w filmie Sennetta

Bathing Beauties (pol. „kąpiące się piękności”) – występująca w filmach Macka Sennetta grupka młodych, urodziwych statystek ubranych w wymyślne kostiumy kąpielowe, mająca za zadanie uczynić film atrakcyjniejszym dla męskiej widowni oraz zapewnić widzowi moment wytchnienia od natłoku gagów.
Bathing Beauties pojawiały się zazwyczaj w drugiej części filmu, w tle właściwej akcji (mogły być np. grupką dziewcząt na plaży, na której spotykają się główni bohaterowie); przedstawiane były zazwyczaj w spokojnych, łagodnych ujęciach, ich postacie nie służyły wywołaniu efektu komicznego.
Pomysł na umieszczenie w filmie grupki młodych, atrakcyjnych dziewcząt w kostiumach kąpielowych miał, według słów operatora Eddiego Cline’a, po raz pierwszy przyjść Sennettowi do głowy w 1915 roku, podczas realizowania zdjęć w na plaży w Santa Monica. Związane było to także ze zmianami kulturowymi – m.in. pojawieniem się koedukacyjnych plaż, popularyzacją pływania wśród kobiet i wzrostem mody na plażowanie.
Bathing Beauties rekrutowały się zazwyczaj z początkujących aktorek, czasem też spośród uczestniczek konkursów piękności, w których Sennett często sędziował. Niektóre z kąpiących się statystek stały się z czasem gwiazdami kina – jako Bathing Beauties występowały m.in. Gloria Swanson, Carole Lombard i Mabel Normand.